# Pierre Jean Georges Cabanis

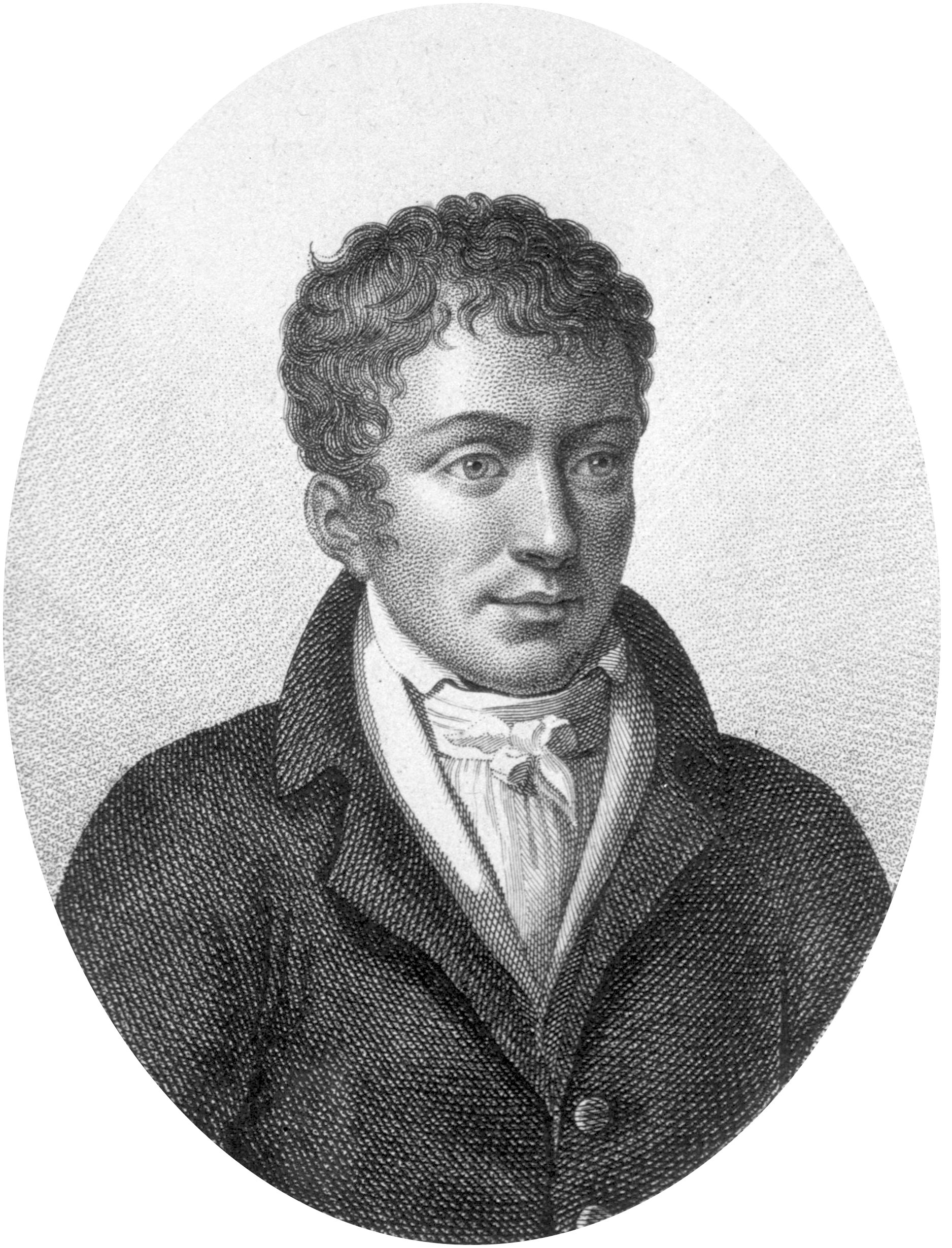
Pierre Jean Georges Cabanis

Pierre Jean Georges Cabanis (Cosnac, 5 juni 1757 - Seraincourt, 5 mei 1808) was een Frans arts, fysioloog, parlementslid en filosoof. Cabanis was een aanhanger van de filosofie van de Verlichting en hervormde het Franse medische onderwijs. Hij was lid van de Académie française. In Parijs werd de rue Cabanis naar hem genoemd.

## Levensloop

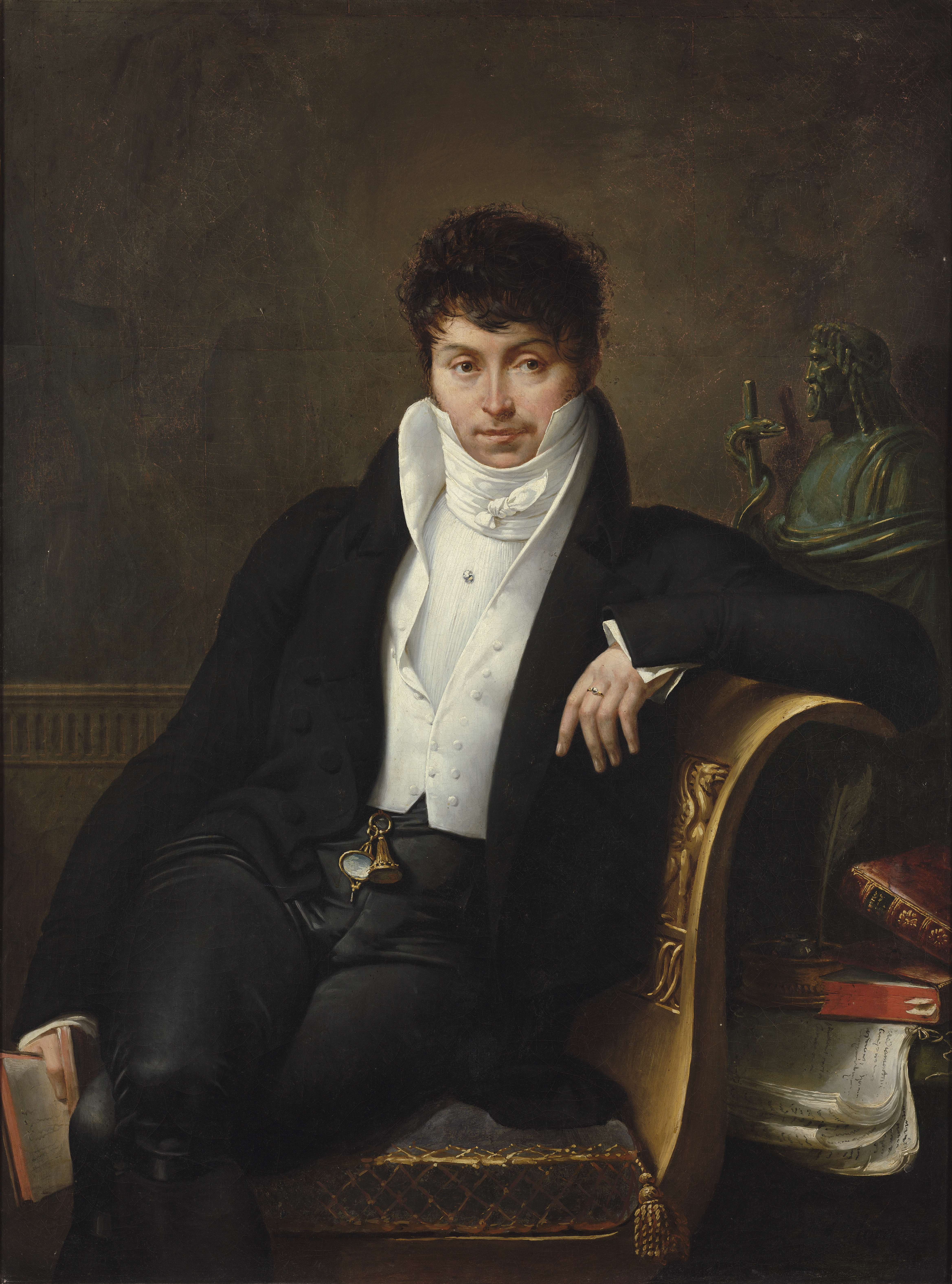
Portret van Cabanis van Merry-Joseph Blondel.

Hij was de zoon van de fysiocraat Jean-Baptiste Cabanis, die een medewerker was van Turgot. Cabanis volgde onderwijs te Brive-la-Gaillarde alvorens op 14-jarige leeftijd naar Parijs te gaan, waar hij met een aanbevelingsbrief van Turgot gedurende twee jaar les volgde bij Jean-Antoine Roucher. Roucher liet hem kennismaken met de werken van de filosoof John Locke waardoor hij sterk beïnvloed werd. In 1773, nauwelijks 16 jaar oud, kreeg hij het voorstel om secretaris te worden van Ignacy Jakub Massalski, prinsbisschop van Vilnius. Hij vergezelde de prinsbisschop naar Warschau en ondernam van 1773 tot 1775 reizen in Polen en Duitsland. Na twee jaar keerde Cabanis terug naar Parijs en ging er geneeskunde studeren waarna hij als arts aan de slag ging.
In 1778 werd Cabanis toegelaten tot het literaire salon van Madame Helvétius en maakte er kennis met de grote filosofen van die tijd zoals Denis Diderot, Paul Henri Thiry d'Holbach, Nicolas de Condorcet, Étienne Bonnot de Condillac en Thomas Jefferson. Madame Helvétius ontfermde zich als een moeder over hem. In het salon werd de aan de gang zijnde Amerikaanse Onafhankelijkheidsoorlog besproken waarbij hij zich enthousiast uitliet over de Amerikaanse revolutie. Door toedoen van Benjamin Franklin werd Cabanis in 1786 toegelaten als buitenlands lid van de American Philosophical Society in Philadelphia. 
De Franse Revolutie had vanaf de aanvang in 1789 zijn goedkeuring. Hij werd de lijfarts van de revolutionair Mirabeau en begeleidde hem tot aan diens dood in 1791. Hij was lid van de Club de 1789, gesticht door Condorcet en Emmanuel Joseph Sieyès. Deze club was beduidend gematigder dan de Jakobijnen. Cabanis in 1795 benoemd tot docent aan de pas geopende École de Médecine van de Universiteit van Parijs. Datzelfde jaar werd hij eveneens lid van de Académie des sciences morales et politiques van het Institut de France.
Na de instelling van de Franse grondwet van 1795 werd Cabanis verkozen tot lid van de Raad van Vijfhonderd. In 1799 ondersteunde hij de Staatsgreep van 18 Brumaire tegen de Jakobijnen maar hij nam er niet actief aan deel. Hij schreef mee aan de nieuwe grondwet die op het einde van dat jaar werd goedgekeurd. In 1800 werd hij lid van pas opgerichte Senaat. Datzelfde jaar stierf Madame Helvétius en zij had Cabanis haar villa nagelaten zodat de literaire salons verder konden ingericht worden. Na enkele jaren kreeg hij een steeds grotere afkeer van de politiek die Napoleon Bonaparte voerde en het was tijdens de salons die hij in inrichtte, dat deze oppositie tot uiting kwam. Constantin-François Volney was hier zijn grootste medestander. In 1803 stapte Cabanis uit de politiek en werd toegelaten tot de Académie française.
Vanaf 1807 begon zijn gezondheid af te zwakken en hij trok zich terug in Seraincourt waar hij het jaar nadien op 50-jarige leeftijd overleed aan de gevolgen van een hersenbloeding. Net voor zijn dood werd hij door Napoleon tot graaf in de empireadel verheven. Hij werd begraven in het Panthéon.
Cabanis was sinds 1796 gehuwd met Charlotte de Grouchy, een zuster van maarschalk Emmanuel de Grouchy en schoonzuster van de markies de Condorcet. Na de dood van zijn echtgenote in 1844 werd zijn hart samen met haar begraven op de begraafplaats van Auteuil.

## Werk

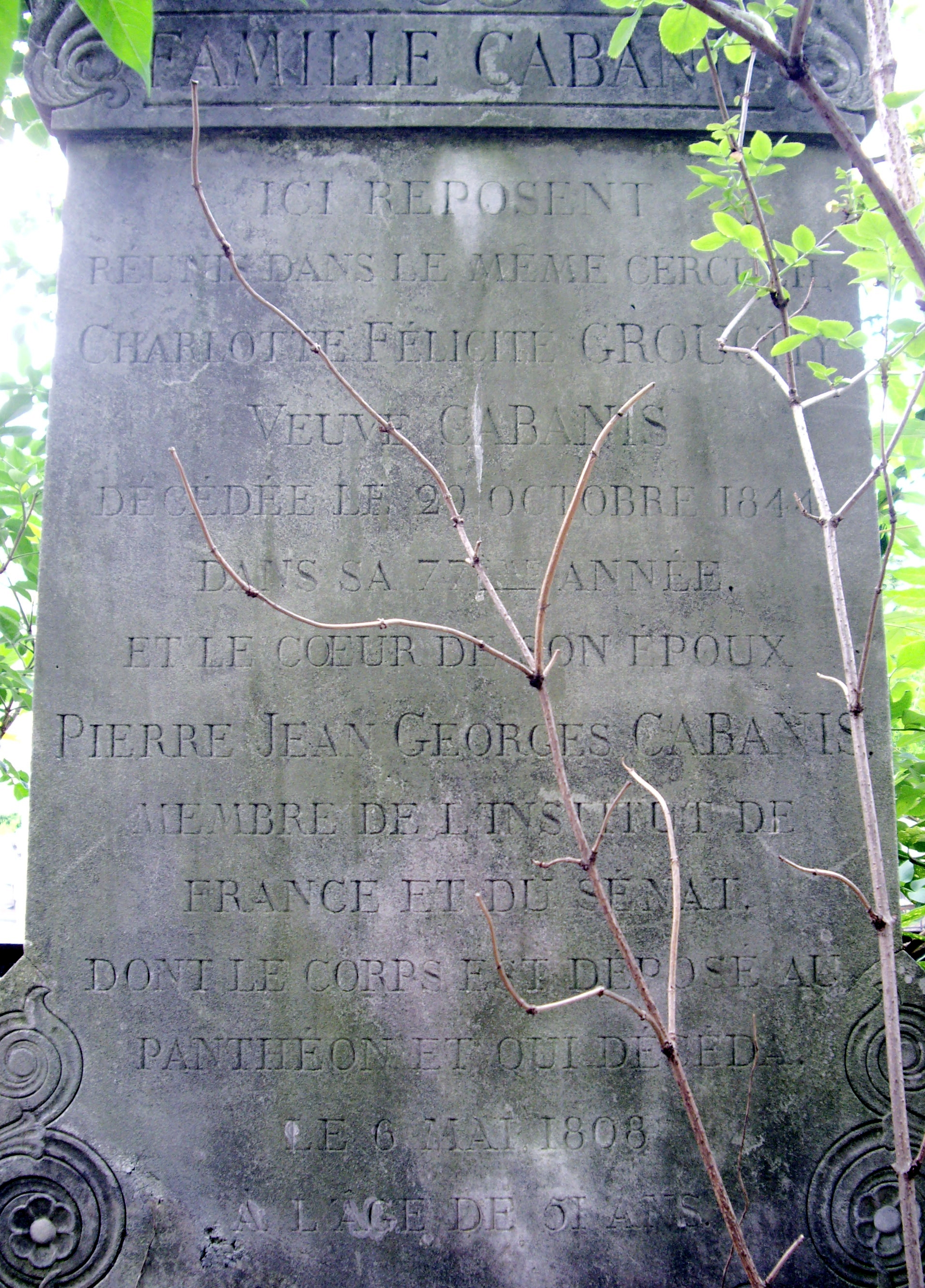
Grafsteen van Cabanis te Auteuil.

Na de grote brand van het Parijse Hôtel Dieu in 1772 was er een groot debat ontstaan over hoe de grote ziekenhuizen dienden ingericht te worden. In 1789 leverde Cabanis zijn bijdrage aan het debat met Observations sur les hôpitaux waarin hij zich afzette tegen de idee om steeds grotere ziekenhuizen (tot 1000 bedden) te bouwen. Hij was voorstander van kleine eenheden van maximaal 150 bedden die zouden ingericht worden in omgebouwde herenhuizen waardoor een betere zorgverlening kon geboden worden.
Nadien nam Cabanis actief deel aan de hervorming van het geneeskundeonderwijs in Frankrijk. In 1794 waren drie universitaire instellingen opgericht waar geneeskunde kon gestudeerd worden, namelijk in Parijs, Montpellier en Straatsburg. Als medewerker van Antoine François de Fourcroy schreef hij mee aan de wet van 1803 die de hervorming van het beroep en de vorming van de medici bepaalde. Deze wet vormde de basis van de Franse geneeskunde en zou in de loop der jaren slechts weinig veranderingen ondergaan. Hierover schreef hij het jaar nadien het werk Coup d’œil sur les révolution et les réformes de la médecine.
In 1802 publiceerde Cabanis zijn belangrijkste filosofische werk: Rapports du physique et du moral de l'homme. Volgens hem wordt de vorming van onze ideeën geleid door de organische gevoeligheid die ook de organen leiden en bij uitbreiding het totale levende wezen. Cabanis legt hier de nadruk op het verband tussen de fysieke en de morele gesteldheid van een persoon.

## Publicaties (selectie)
- Observations sur les hôpitaux, 1789
- Journal de la maladie et de la mort d'Honoré Gabriel Victor Riquetti Mirabeau., 1791
- Du degré de la certitude de la médecine, 1797
- Rapport sur l'organisation des écoles de médecine, 1799
- Quelques considérations sur l'organisation sociale, 1799
- Rapports du physique et du moral de l'homme, Tome premier; Tome second, 1802
- Coup d’œil sur les révolution et les réformes de la médecine, 1804
- Observations sur les affections catarrhales, 1807
- Observations sur les affections catarrhales et particulièrement sur les rhumes de cerveau, 1813 (postuum)